# Digitální piano
Digitální piano je elektronický hudební nástroj, který vychází z tradičního klavíru, ale místo mechanických součástek a strun používá digitální technologii pro generování zvuku. Zvuk je často přebírán z reálných klavírů nebo jiných akustických nástrojů a reprodukován pomocí elektronických zesilovačů a reproduktorů. Jedná se o digitální verzi elektronického piana.
Mezi vlastnosti digitálních pian mohou patřit:
- Polyfonie: Moderní digitální piana umožňují hraní více tónů současně.
- Volby charakteru zvuku: Uživatelé mohou vybírat z různých zvukových nastavení, včetně různých typů klavírů, elektronických nástrojů, strunných nástrojů a dalších.
- Metronom a rytmy: Mnoho digitálních pian nabízí metronom pro udržení tempa a různé rytmické vzory pro doprovod.
- Nahrávání a konektivita: Uživatelé mohou nahrávat své hudební výkony a připojovat digitální piana k počítačům a dalším zařízením pro produkci a úpravu hudby.

## Historie
První pokusy o digitální pianina se objevily ve 40. a 50. letech 20. století. Jedním z předních vynálezců byl Harold Bode, který vyvinul elektronický klavír s názvem "Tuttivox" v roce 1957. Tyto rané modely však měly omezený zvuk a bylo nesnadné je ovládat.
V 70. letech přišel rozmach syntetizátorů, což otevřelo dveře pro vývoj digitálních pian. První komerční nástroje představila firma Yamaha v roce 1983 pod názvem Yamaha Clavinova. Tyto nástroje byly schopny realistické simulace zvuku klavíru a dobře se prodávaly. V 90. letech se digitální piana stala ještě sofistikovanějšími. Byla zlepšena polyfonie (schopnost hrát více not současně), a zvukové vzorky se staly realističtějšími díky pokroku v digitální technologii. To umožnilo hudebníkům více expresivity a širší paletu zvuků.
V 21. století se digitální piana stala spojovacím bodem mezi tradičními hudebními nástroji a digitální technologií. S nástupem pokročilého hudebního softwaru a MIDI (Musical Instrument Digital Interface) technologií se stala digitální piana důležitým nástrojem v hudební produkci a studiu. Moderní modely nabízejí také možnost připojení k internetu a interakci s dalšími hudebními zařízeními.

## Výrobci digitálních pian
Yamaha Corporation je jedním z největších a nejuznávanějších výrobců hudebních nástrojů na světě. Jejich digitální piana, jako Yamaha Clavinova a Yamaha Arius, jsou známá pro vynikající zvukovou kvalitu a kvalitu konstrukce.
Roland Corporation je dalším významným japonským výrobcem hudebních nástrojů. Jejich digitální piana, jako Roland RD Series a Roland FP Series, jsou oblíbená pro své pokročilé zvukové možnosti a profesionální výkon.
Kawai je japonský výrobce klavírů a digitálních pian s dlouhou historií. Jejich digitální piana jsou cenově dostupná a nabízejí realistický zvuk a klaviatuře.
Casio je známý svými elektronickými zařízeními, včetně digitálních pian. Jejich modely, jako Casio Privia, jsou často cenově dostupné a vhodné pro začínající hudebníky.
Korg Corporation se specializuje na elektronické hudební nástroje a zařízení. Jejich digitální piana jsou často vyhledávána pro své syntetizační možnosti a moderní design.
Nord (známý také jako Clavia) se zaměřuje na profesionální digitální piana a stage pianina. Jsou ceněna pro svou vynikající zvukovou kvalitu a robustní konstrukci.
Kurzweil Music Systems je známý pro své pokročilé technologie v oblasti digitálního zvuku. Jejich digitální piana jsou vyhledávána pro své inovace a výkonové možnosti.
Climax je čínský výrobce digitálních pian, který se postupně získává své místo na trhu. Nabízí cenově dostupné a kvalitní digitální piana pro širokou škálu uživatelů.

## Klaviatury
1. Klaviatura s váhami (Hammer-Action klaviatura): Tento typ klaviatury simuluje pocit hraní na akustické klavír. Klávesy mají váhový mechanismus podobný reálným klavírním klávesám, což umožňuje hudebníkovi pociťovat odpor při stisku klávesy. Je to ideální volba pro klavíristy a studenty klavíru, kteří chtějí zachovat klavírní techniku.
2. Semi-váhová klaviatura (Semi-Weighted klaviatura): Tento typ klaviatury kombinuje určitý stupeň váhy s lehkostí a citlivostí kláves, což je oblíbená volba pro klávesové hráče, kteří hrají nejen na klavír, ale také na další klávesové nástroje, jako jsou syntetizátory a organy. V posledních letech se také objevuje v nabídce klaviatura s Aftertouch, která ještě více navozuje pocit ze hraní jako na akustickém pianu.
3. Ne-váhová klaviatura (Non-Weighted klaviatura): Tato klaviatura nemá váhový mechanismus a klávesy jsou lehčí a citlivější na dotek. Je vhodná pro hudebníky, kteří preferují lehkou klaviaturu, zejména pro hraní klávesových nástrojů, které nemají váhu klavírních kláves.
4. Graded klaviatura (Graded Hammer-Action klaviatura): Tento typ klaviatury simuluje gradaci odporu kláves na základě jejich polohy, což imituje klavírní klaviaturu. Klávesy v horní části jsou lehčí a ve spodní části těžší, což je charakteristické pro akustická klavíry. Tento typ klaviatury je vhodný pro klavíristy a profesionální hráče.
5. Synth-action klaviatura: Tento typ klaviatury je obvykle používán na syntetizátorech a jiných elektronických klávesových nástrojích. Klávesy jsou lehké a citlivé na dotek a často nemají žádný váhový mechanismus. Je vhodný pro hráče elektronických nástrojů a klávesových hráčů, kteří preferují rychlou odezvu.
6. Široký rozsah klaviatury (Wide Keybed): Některá digitální piana nabízejí široký rozsah klaviatury, který simuluje více kláves než standardní 88 kláves. Toto je oblíbené u profesionálních hráčů a skladatelů, kteří potřebují rozšířený rozsah pro náročné skladby.

Každý z těchto druhů klaviatury má své výhody a vhodnost v závislosti na stylu hry a preferencích hudebníka. Když si vybíráte digitální piano, je důležité zvážit typ klaviatury, který nejlépe odpovídá vašim potřebám a hudebním cílům.